# Església de l'Assumpció d'Alaquàs
L'Església parroquial de l'Assumpció, sub invocatione Assumptionis Beatae Mariae Virginis, com era costum al S. XIII, és un temple catòlic situat a la plaça de l'Església, en el municipi valencià d'Alaquàs. És un Bé de Rellevància Local amb identificador número 46.14.005-001.

## Història
Va ser erigida en parròquia en 1540. El temple es va construir al segle xvi.
Els pobladors hispanomusulmans que hi havia a Alaquàs havien construït la seua mesquita en el lloc que ocupa l'església parroquial. En ser batejats la van cedir per a temple catòlic, el qual va quedar sota l'advocació de Sant Pere Apòstol. En l'arranjament parroquial de la diòcesi de 1576 el beat Joan de Ribera va manar posar-la sota el títol de La nostra Senyora de l'Assumpció.
L'església va començar a construir-se en 1694. Les obres van ser pagades pels veïns i el senyor de la vila.

## Descripció
El temple és d'una sola nau sense mitjana taronja i la seua arquitectura pertany a l'estil xorigueresc, si bé molta decoració va desaparèixer amb la restauració de 1877. Té dues portes d'entrada, la situada enfront de l'altar major manca de frontispici i decoració, ja que està enfront del palau dels senyors territorials i aquests van fer construir un arc unint el palau i l'església, de manera que podien sentir missa sense necessitat de sortir al carrer i confondre's amb els plebeus. L'altra porta, d'adorns molt senzills, es troba al costat de l'evangeli.

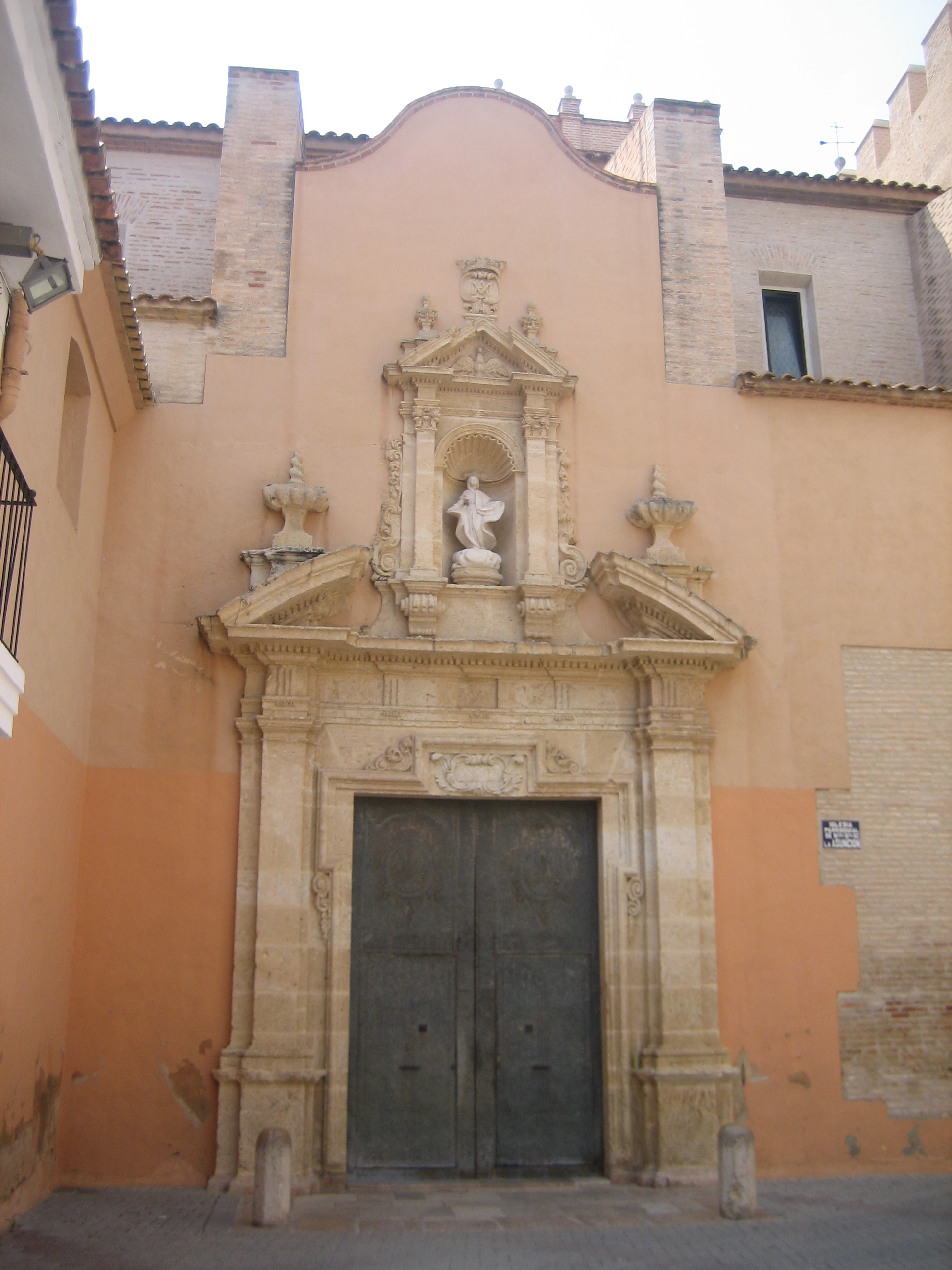
Porta principal.
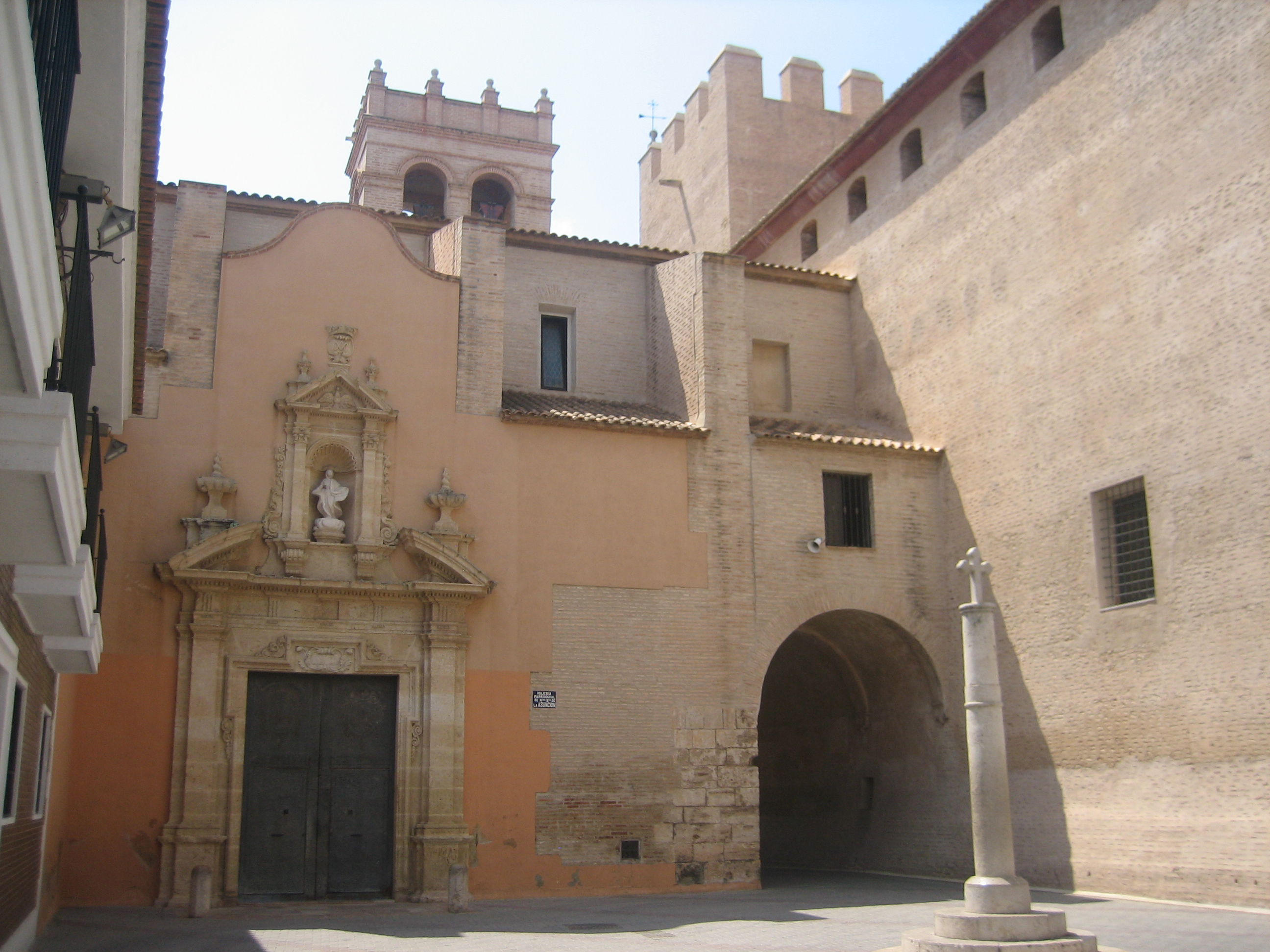
Detall de la placeta, a la dreta el Castell-Palau.
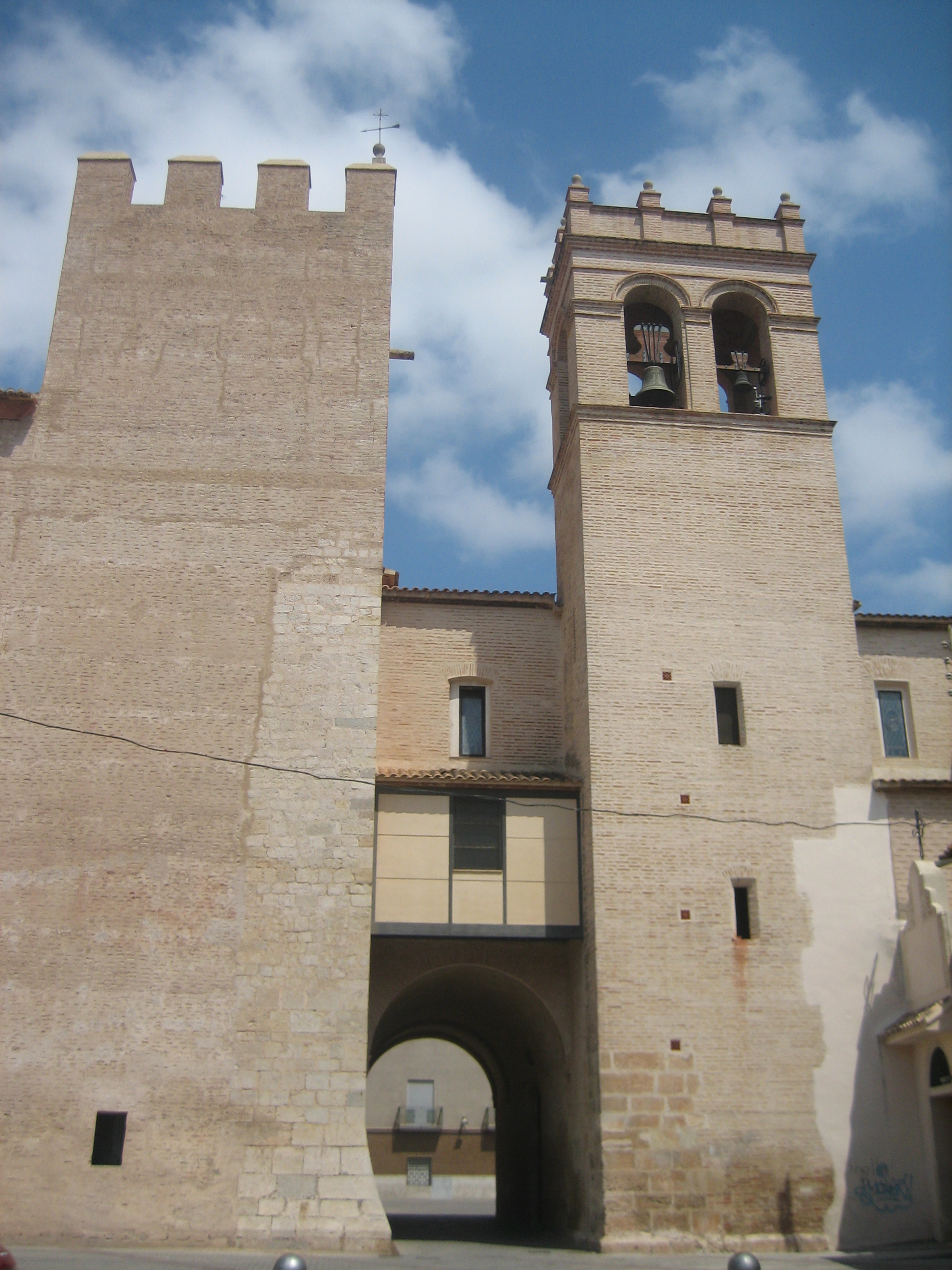
Campanar i torre del Castell-Palau.